# Otto Kaiser
Otto Kaiser, född 8 maj 1901, död 7 juni 1977, var en österrikisk konståkare.
Tillsammans med Lilly Scholz vann han silver i konståkning vid vinterspelen 1928 i Sankt Moritz.